# Храм Иерусалимской иконы Божией Матери (Белый Городок)
Церковь Иерусалимской иконы Божией Матери — православный храм в посёлке Белый Городок Кимрского района Тверской области России. Церковь является памятником архитектуры XIX века, выстроена в стиле зрелого классицизма. Памятник архитектуры регионального значения.

## Расположение
Храм расположен на мысу, образованным Волгой и впадающей в неё Хотчей. Находится по адресу: улица Белогородская, 2.

## История
Впервые храм в Белом Городке упоминается в Писцовой книге 1629 года («7137 года от сотворения мира»):
«Село Белгородок на реке на Волге в устье речки Хотчи, а в нем церковь во имя Великомученика Егорьгия Стростотерпца деревянная».
Новый деревянный храм был построен в 1693 году и освящён как и прежний во имя Георгия Победоносца.
Современный каменный храм был построен в 1825 году. Имеет три престола: главный во имя Иерусалимской иконы Божией Матери, придельные во имя Георгия Победоносца и Архангела Михаила.
В храме находилась чудотворная икона Иерусалимской Божией Матери.
В 1930-х годах советские власти закрыли храм, после чего он был осквернён и остался пустым.
В 1990 году храм был снова возвращён верующим. Богослужения возобновились с 2003 года.

## Галерея

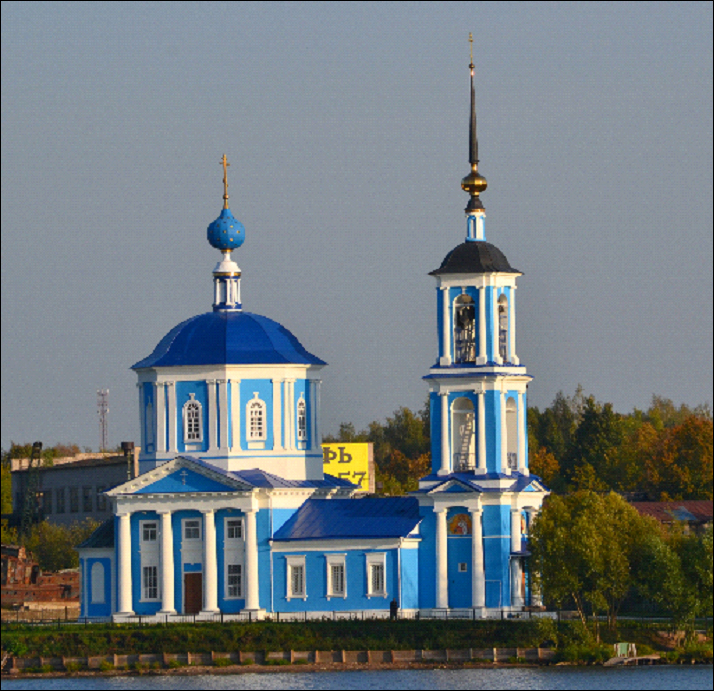
Храм в 2012 году.
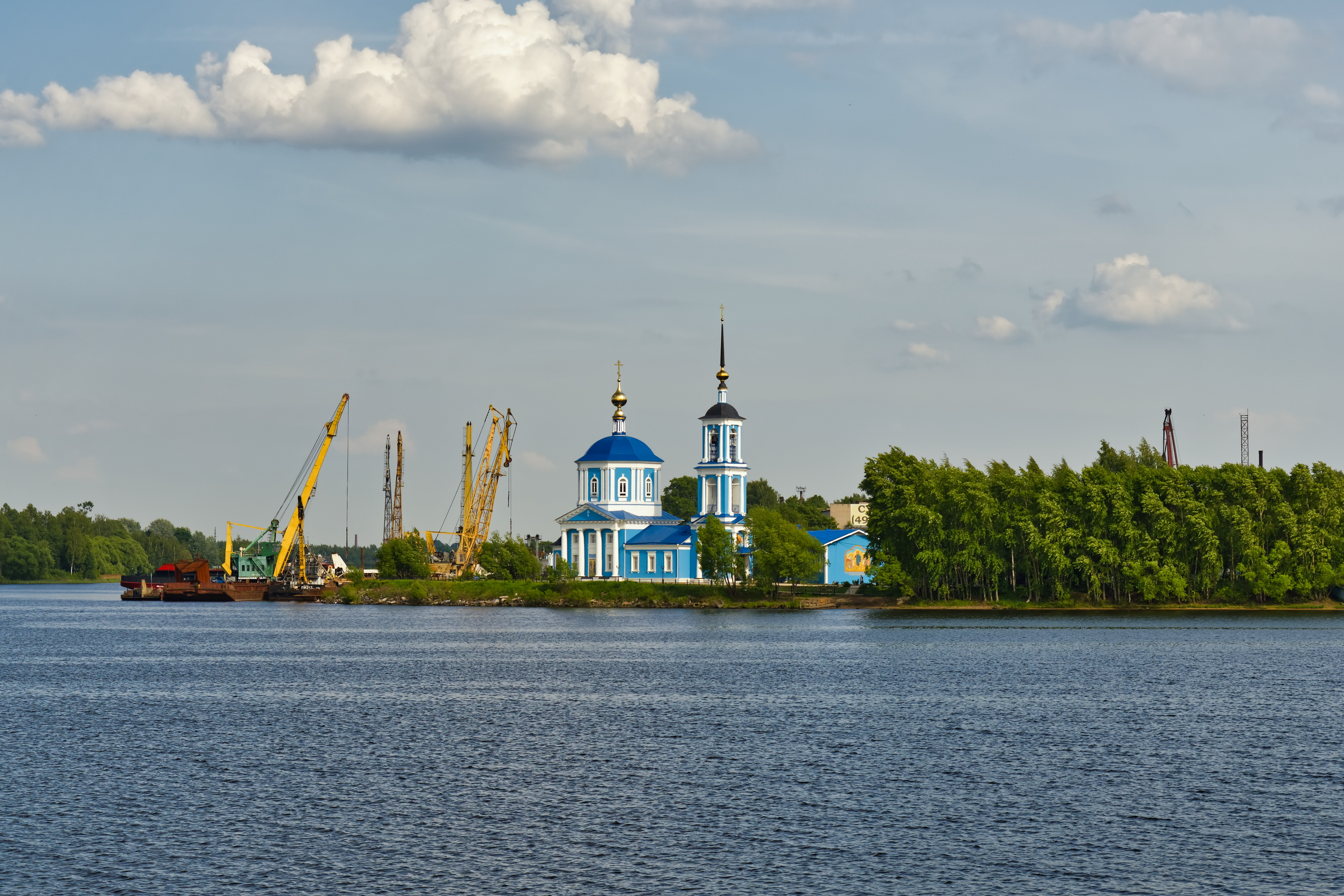
Вид с Волги.
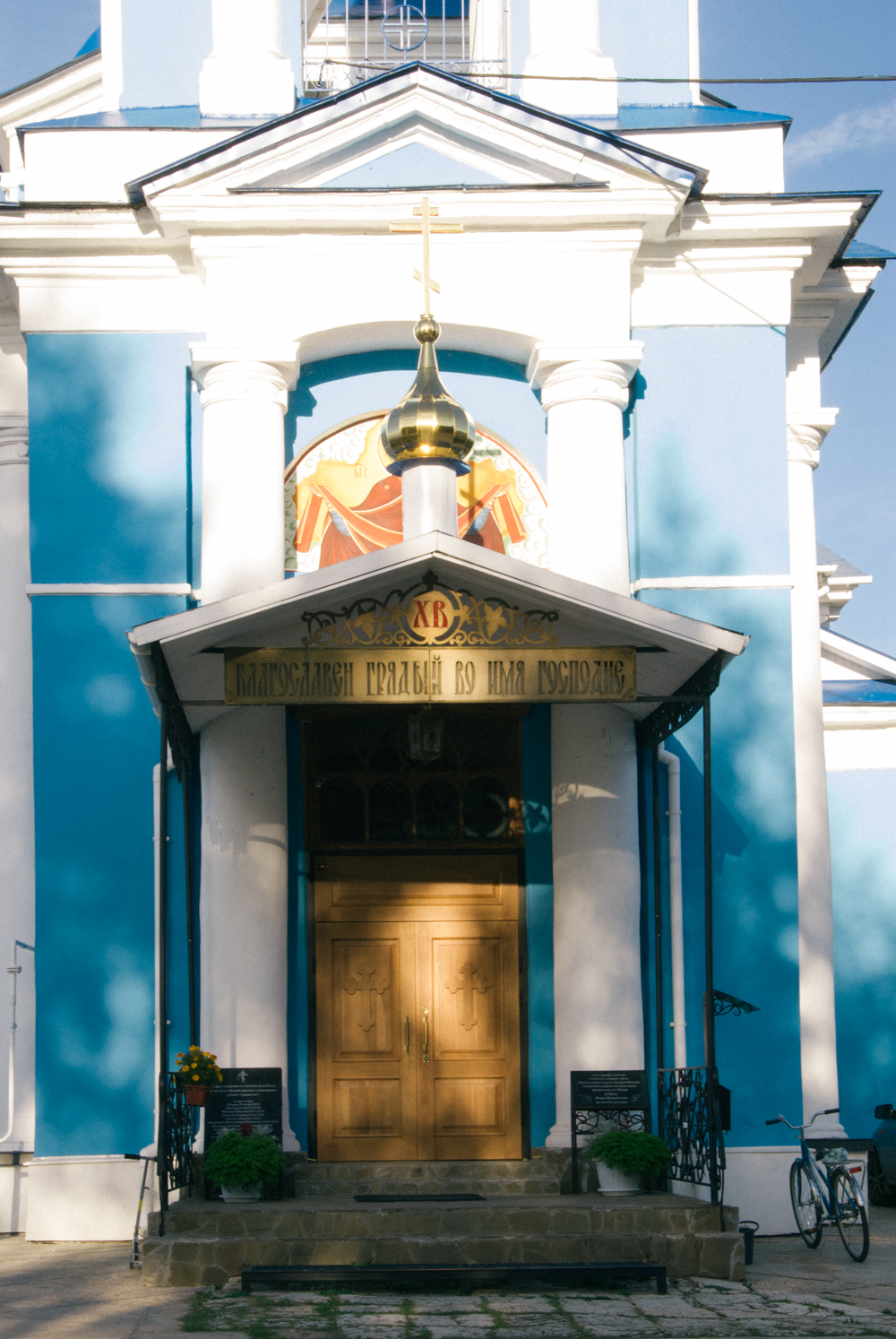
Вход.
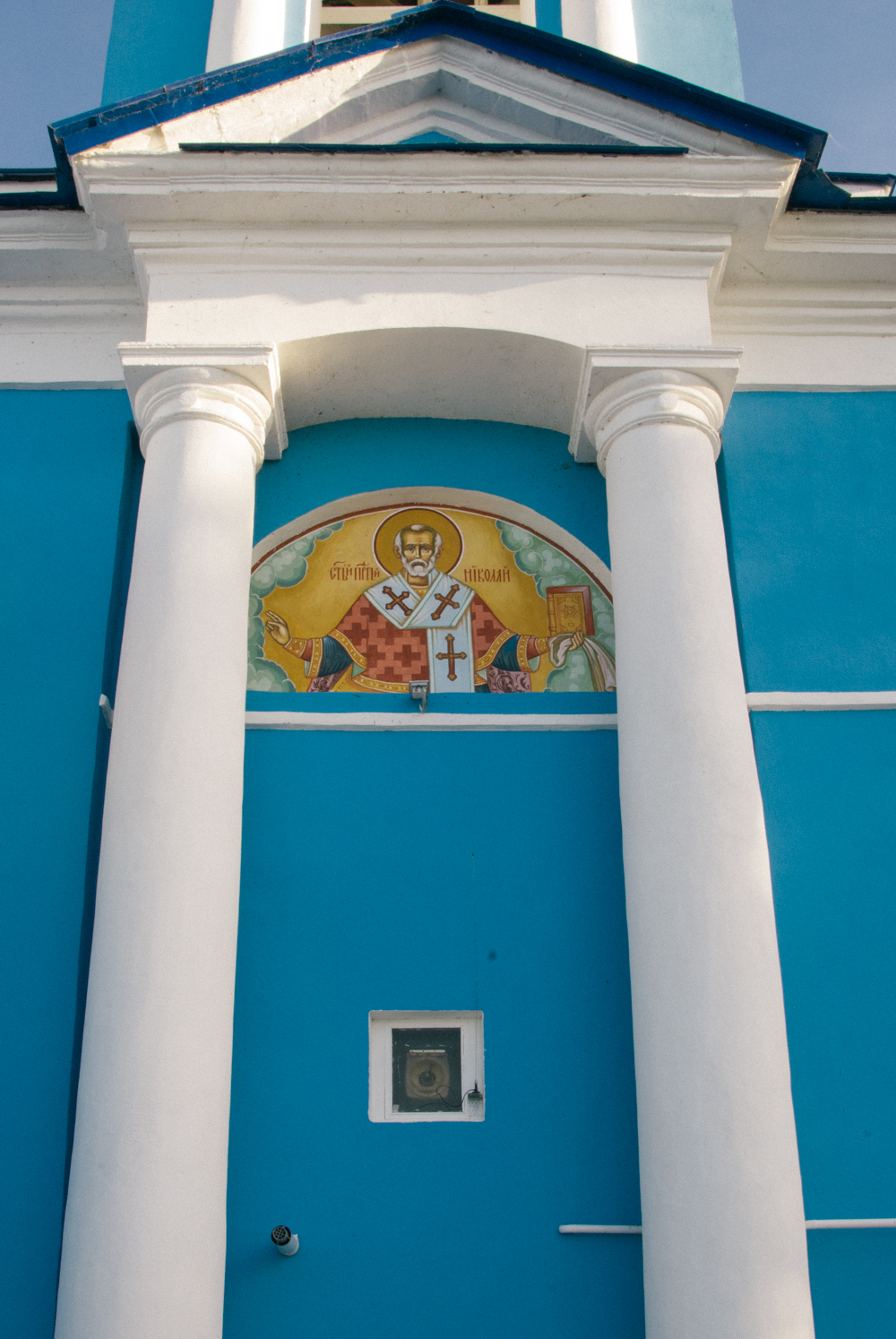
Отделка (фрагмент).